# Sentry (sistema de monitorització)
Des del 2002, el Sentry ha estat un sistema de control de col·lisions altament automatitzat que controla contínuament el catàleg d'asteroides més actual per a possibles futurs impactes amb la Terra durant els pròxims 100 anys. Sempre que es detecti un impacte potencial, s'analitzarà i es publicaran els resultats immediatament al programa d'objectes propers a la Terra. Tanmateix, diverses setmanes de dades òptiques no són suficients per identificar de forma concloent un impacte en el futur. Per contra, eliminar una entrada a la pàgina de risc és una predicció negativa; una predicció d'on no serà. Els científics adverteixen sobre la possibilitat d'un impacte amb un objecte basat en unes poques setmanes de dades òptiques que mostren una possible trobada amb la Terra d'aquí a uns anys.

## Taula de risc Sentry

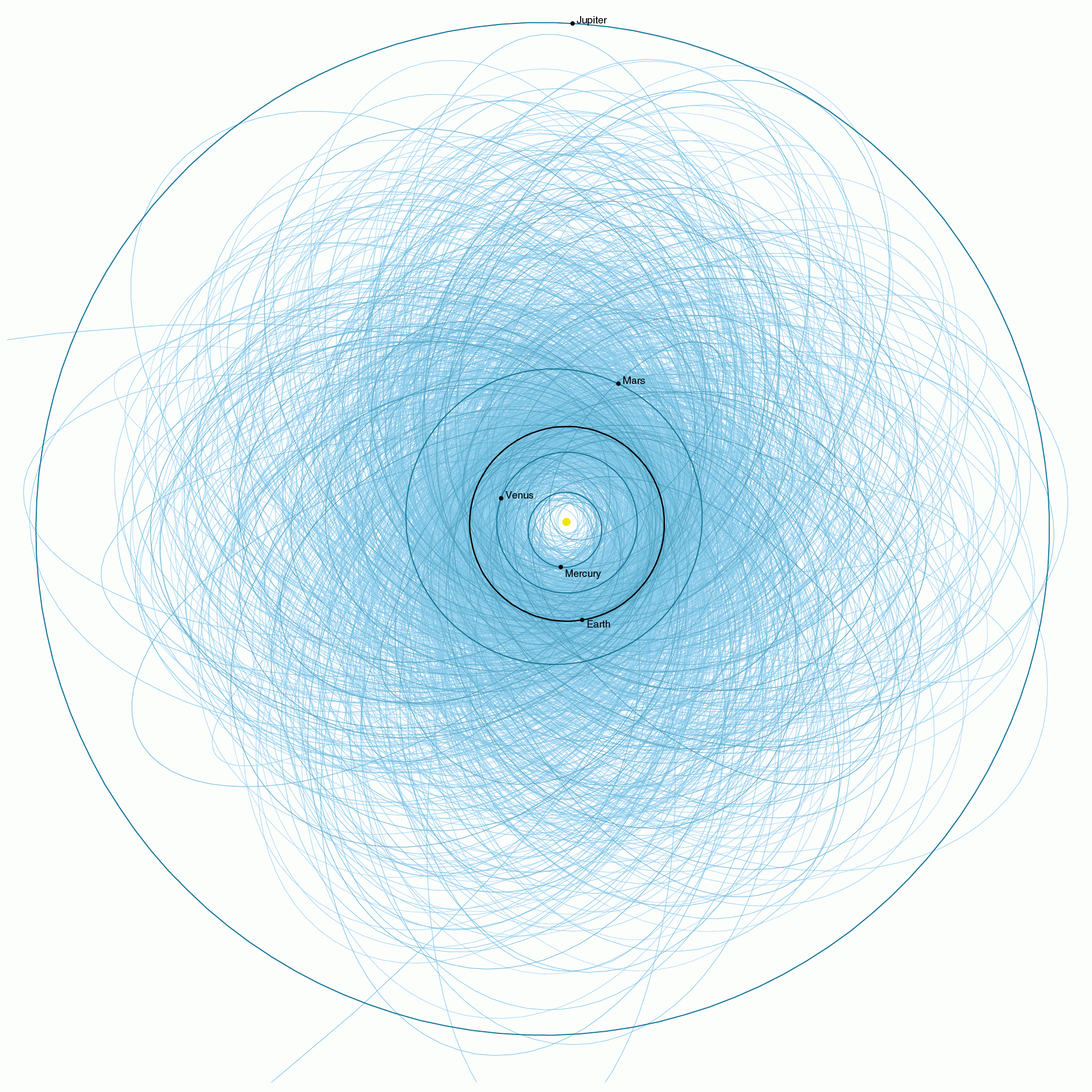
Trama d'òrbites d'asteroides potencialment perillosos

La pàgina de risc d'impacte enumera una quantitat d'objectes perduts que, per a tots els propòsits pràctics, són residents permanents de la pàgina de riscos; seva eliminació pot dependre d'un redescobriment fortuït. 1997 XR2 va ser redescobert fortuïtament en el 2006 després de perdre'l durant més de 8 anys. 2004 BX159 es va determinar que era un asteroide del cinturó principal inofensiu el 2014. 2010 GZ60 amb un arc d'observació de gairebé 1,3 dies sense valor va perdre 4 dates d'impacte virtual el 2017-2018. Alguns objectes de la taula de risc Sentry, com el 2000 SG344, fins i tot podrien estar fets per l'home.
Els objectes notables actualment a la pàgina de risc inclouen (asteroides numerats que apareixen primer): (29075) 1950 DA, (99942) Apophis, (101955) Bennu, 2009 FD, i 2010 RF12. Els asteroides notables eliminats pel Sentry en els últims anys inclouen (els últims eliminats es mostren primer): 1994 WR12, 2007 VK184, 2013 BP73, 2008 CK70, 2013 TV135, 2011 BT15, 367943 Duende, i 2011 AG5.
El diàmetre dels asteroides més propers a la Terra que no han estat estudiats per radar o infraroig generalment només es pot estimar en un factor de 2 en funció de la magnitud absoluta de l'asteroide (H). La seva massa, per tant, és incerta en un factor de 10. Per als asteroides propers a la Terra sense un diàmetre ben determinat, Sentry assumeix una albedo genèrica de 0,15. Més de dues dotzenes d'asteroides coneguts tenen més d'un milió de possibilitats d'impactar a la Terra en els pròxims 100 anys.
L'agost de 2013, la taula de risc Sentry va començar a utilitzar efemèrides planetàries (DE431) per a totes les determinacions de l'òrbita NEO. DE431 (efemèrides dels cossos petits del JPL: SB431-BIG16) modela millor les pertorbacions gravitacionals dels planetes i inclou els 16 asteroides del cinturó principal més massius.
El JPL va llançar importants canvis en el lloc web el febrer de 2017 i va redirigir la pàgina clàssica el 10 d'abril de 2017.
A partir del gener de 2018 hi ha aproximadament 818 asteroides propers a la Terra que figuren a la taula de riscos i aproximadament 2097 asteroides s'han eliminat de la taula de riscos des que es va iniciar el 2002.